# Флеш-фотоліз
Флеш-фотоліз або імпульсний фотоліз (англ. flash photolysis, рос. импульсный фотолиз) — спектроскопічний метод вивчення структури транзієнтів та кінетики їх перетворень, в якому для отримання транзієнтів використовується дія сильного й короткого світлового імпульсу. 
Метод був розроблений у 1949 році Манфредом Ейгеном, Роналдом Норрішем та Джорджем Портером, за що у 1967 році отримали Нобелівську премію з хімії.